# Domobranska vojašnica, Ljubljana
Cesarsko-kraljeva domobranska vojašnica (nemško k.u.k. Landwehr-Kaserne; krajše le Domobranska vojašnica; tudi Roška kasarna) je bivša vojašnica, ki je ime dobila po 27. domobranskem pehotnem polku Avstro-Ogrske, za katerega je bila vojašnica zgrajena. Nahaja se na območju, ki ga omejujejo Roška cesta, dodatni krak Roške ceste, Kapusova ulica in Poljanska cesta v Ljubljani.
V stavbi delujeta Arhiv Republike Slovenije in Restavratorski center Zavoda za varstvo kulturne dediščine Slovenije.

## Zgodovina
Vojašnico, ki ima obliko črke U, so pričeli graditi leta 1891 v času Avstro-Ogrske; gradnja je bila zaključena leta 1899.
Po propadu Avstro-Ogrske so jo prevzele jugoslovanske oblasti in jo preimenovale v Kralja Petra vojašnica. Med drugo svetovno vojno so bile v vojašnici nastanjene italijanske, nemške in domobranske vojaške enote.
Po vojni je vojašnico prevzela Jugoslovanska ljudska armada, jo preimenovala v Kasarno Maršala Tita in jo uporabljala vse do osamosvojitve Slovenije. V vojašnici je bil med sodnim postopkom zaprt Janez Janša; med procesom so pred vojašnico potekale demonstracije.
Vojašnica je bila nekaj časa namenjena nastanitvi beguncev, nato pa je lastništvo nad opuščeno in uničeno zgradbo prevzelo Ministrstvo za kulturo Republike Slovenije. V vzhodni trakt vojašnice se je po večletni obnovi leta 2000 preselil Restavratorski center Republike Slovenije, leta 2006 pa še depoji Arhiva Republike Slovenije. Leta 2022 se je pričela tudi obnova in dograjevanje severnega trakta, ki je novembra 2024 postal glavna stavba Arhiva RS.